# Asparagus meioclados
Asparagus meioclados är en sparrisväxtart som beskrevs av Augustin Abel Hector Léveillé. Asparagus meioclados ingår i släktet sparrisar, och familjen sparrisväxter. Inga underarter finns listade i Catalogue of Life.